# Морски змајеви
Морски змајеви (Phyllopteryx) су род риба из породице морских коњица и морских шила (Syngnathidae), присутан у приобалним водама западне и јужне Аустралије. Обични морски змај је био једина позната врста овог рода од 19. века до 2015, када је откривена нова врста црвени морски змај.
Врсте овог рода блиско су сродне осталим члановима породице Syngnathidae, као што су морски коњици (род Hippocampus), лиснати морски коњиц (Phicodurus eques) и морска шила (сви родови потпородице Syngnathinae изузев лиснатог морског коњица и морских змајева). Заједничко свим овим врстама је то да мужјаци „рађају младунце”. То јест женке полажу јаја на трбух мужјака, где остају залепљена и где их мужјак оплођује. На том делу коже набуја трбушна врећица у којој се даље развијају млади.

## Врсте
Признате су две врсте:
- обични морски змај (Lacepède, 1804)
- црвени морски змај Stiller, Wilson, & Rouse, 2015